# Holub doupňák
Holub doupňák (Columba oenas) je divokým druhem holuba z řádu měkkozobí.

## Popis
Dorůstá délky 32–34 cm, v rozpětí křídel měří 63–69 cm a váží 250–300 g. Zbarven je převážně šedě s tmavými letkami a koncovou ocasní páskou, vínovou hrudí a žlutým zobákem. Od jiných druhů holubů se liší zelenavě měnivou skvrnou na boku krku a jen částečnými černými křídelními páskami. Obě pohlaví jsou zbarvena stejně, mladí ptáci postrádají zelenou skvrnu na krku.
Zpěv tvoří duté, v delších intervalech opakované „vhumb“.

## Rozšíření
Žije ve většině Evropy, odkud východně zasahuje až po západní Sibiř. Izolovaná populace existuje také v severozápadní Africe. Je částečně tažný se zimovišti v západní a jižní Evropě. V České republice je zvláště chráněn jako silně ohrožený druh. Hnízdní populace je zde odhadována na 3,5–5,5 tisíc párů.

## Biotop
Hnízdí ve vzrostlých listnatých lesích, převážně bučinách, s vhodnými dutinami. V mimohnízdní době na polích.

## Potrava
Mezi jeho potravu patří semena a různé druhy bobulí.

## Hnízdění

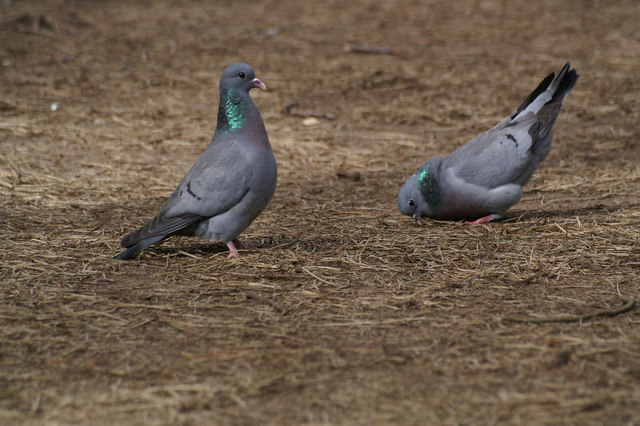
Pár doupňáků při námluvách (vlevo samice, vpravo samec)

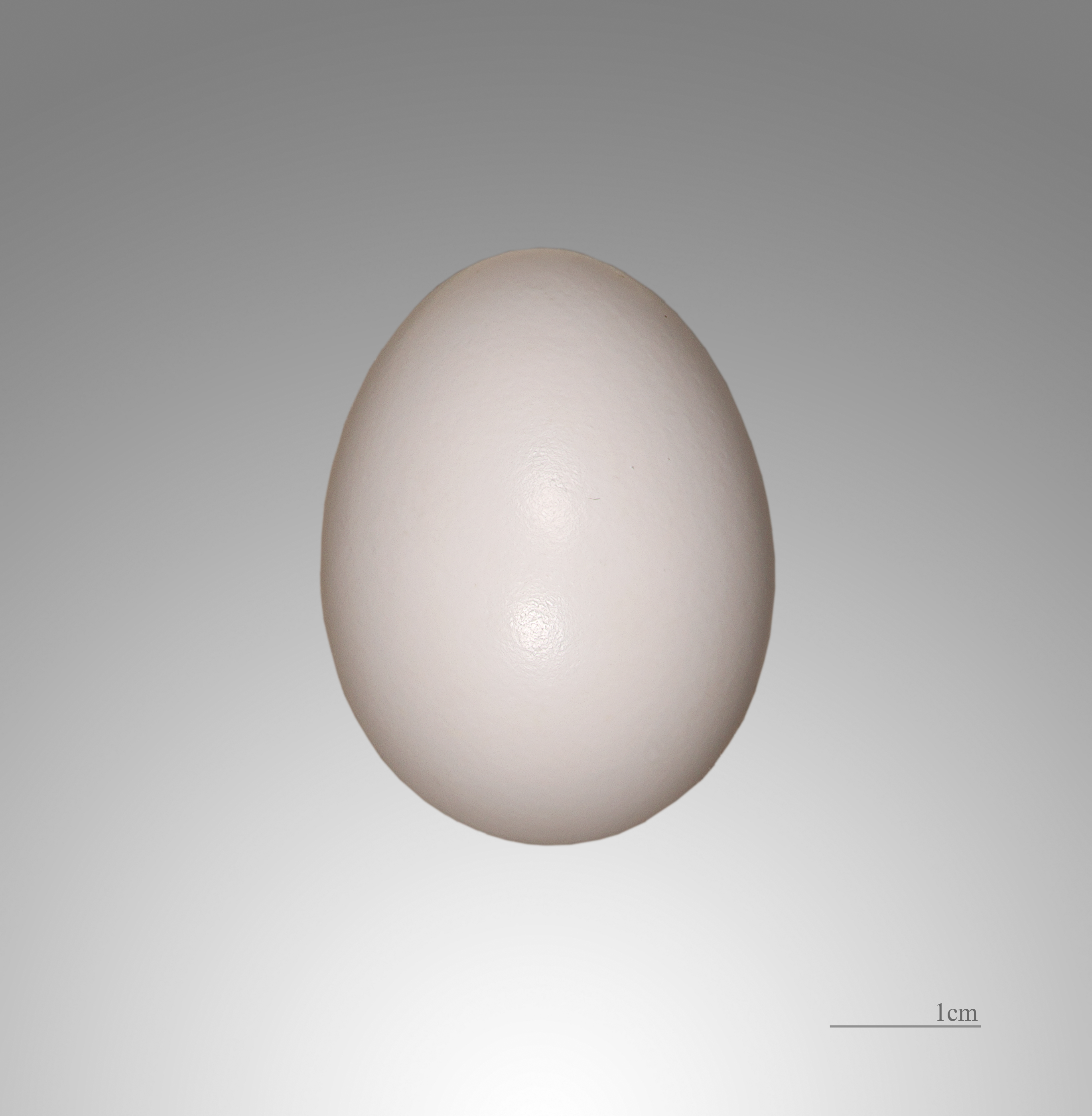
Vejce

Pohlavně dospívá v prvním roce života. Hnízdí 2× až 3× ročně od března do září v dutinách stromů, často vytesaných datlem černým (Dryocopus martius), vhodných budkách, nebo – v případě ptáků žijících v pobřežních oblastech – také v králičích norách. Hnízdo vystýlá suchou trávou, tenkými větvemi a listy. V jedné snůšce jsou 2 bílá, 36,7 × 28,1 mm velká vejce, na kterých sedí po dobu 16–17 dnů oba rodiče. Mláďata hnízdo opouštějí po dalších 3–4 týdnech.